# Ga Yulha
Ga Yulha là ga của Tàu điện ngầm Daegu tuyến 1 ở Yulha-dong, quận Dong, Daegu, Hàn Quốc. Hai lối thoát được thành lập vào 2010.
Đường Beomanno nằm ở phía Nam.
Chung cư được xây dựng phát triển thành phố mới đến các vùng lân cận.

## Liên kết
- Ga ảo DTRO Lưu trữ ngày 25 tháng 10 năm 2014 tại Wayback Machine